# Masdevallia peristeria
Masdevallia peristeria är en orkidéart som beskrevs av Heinrich Gustav Reichenbach. Masdevallia peristeria ingår i släktet Masdevallia och familjen orkidéer. Inga underarter finns listade i Catalogue of Life.

## Bildgalleri

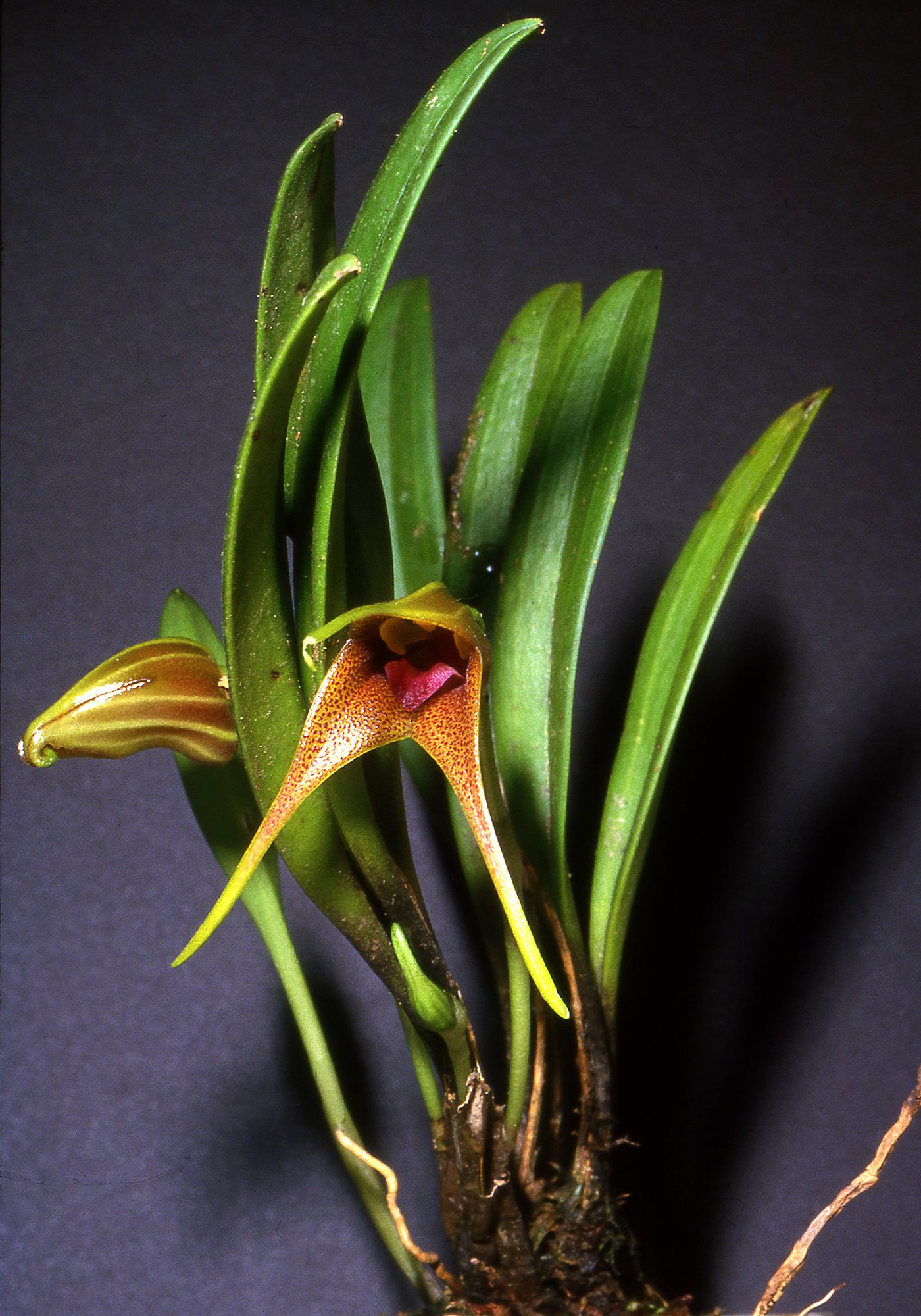
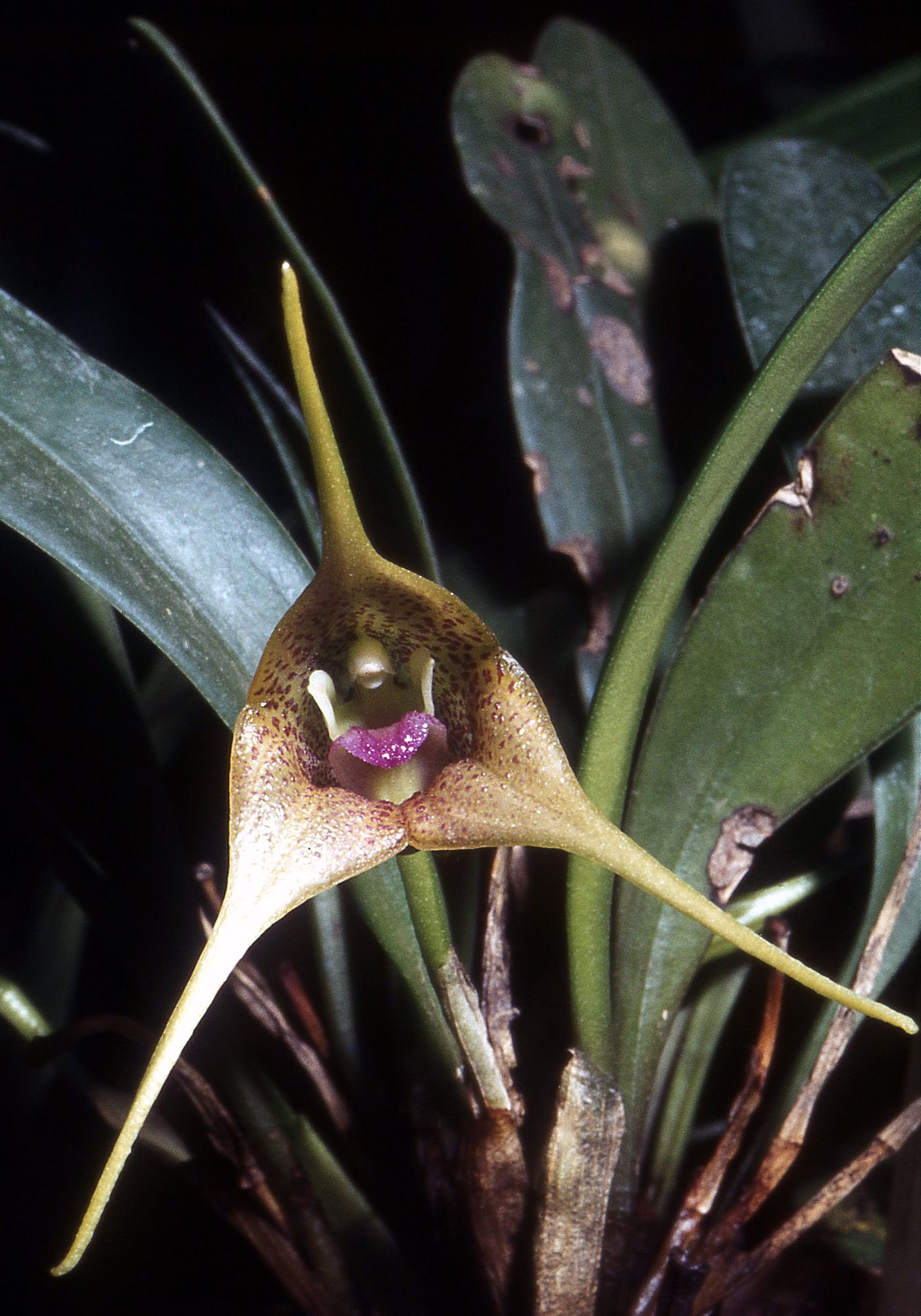
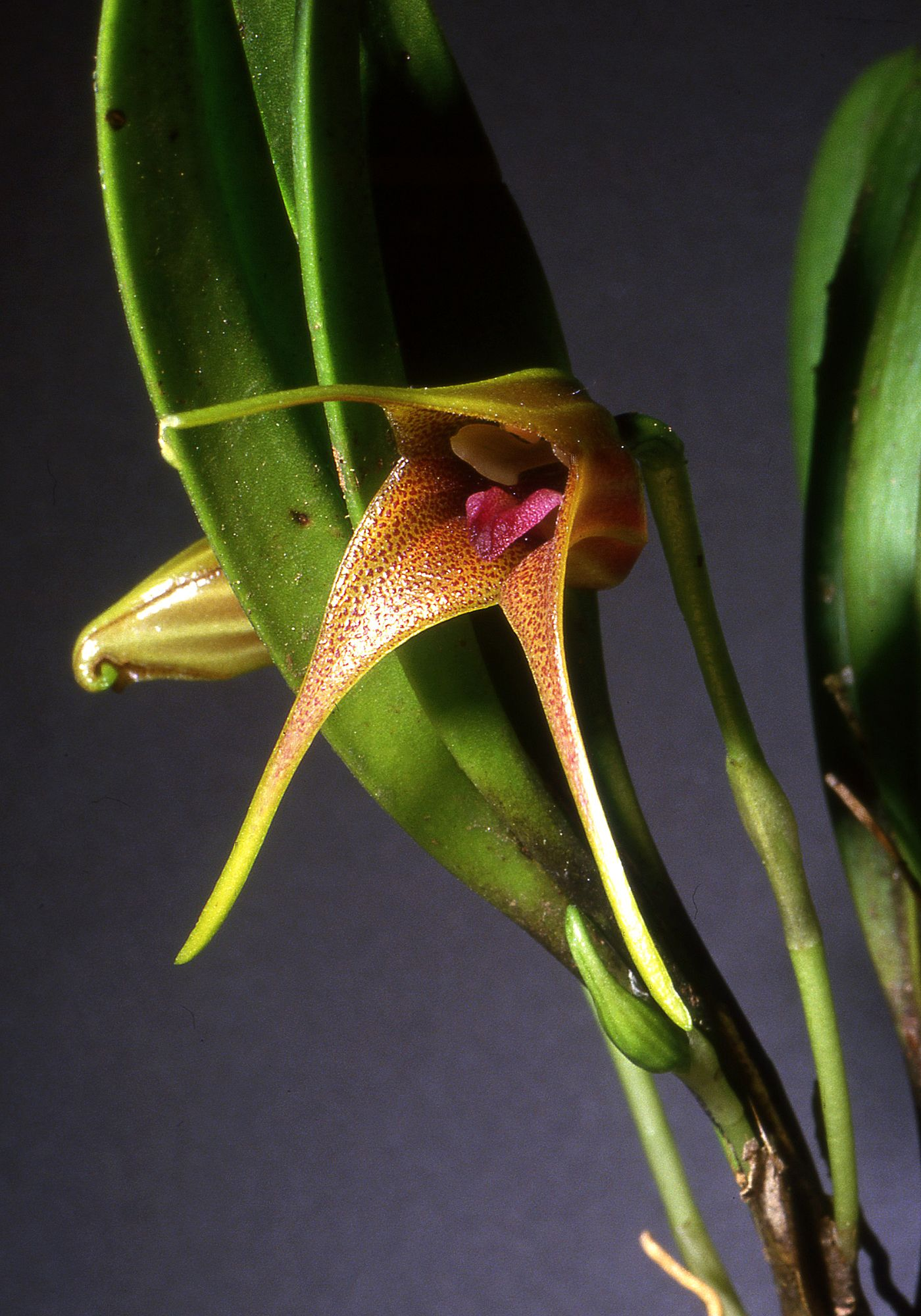
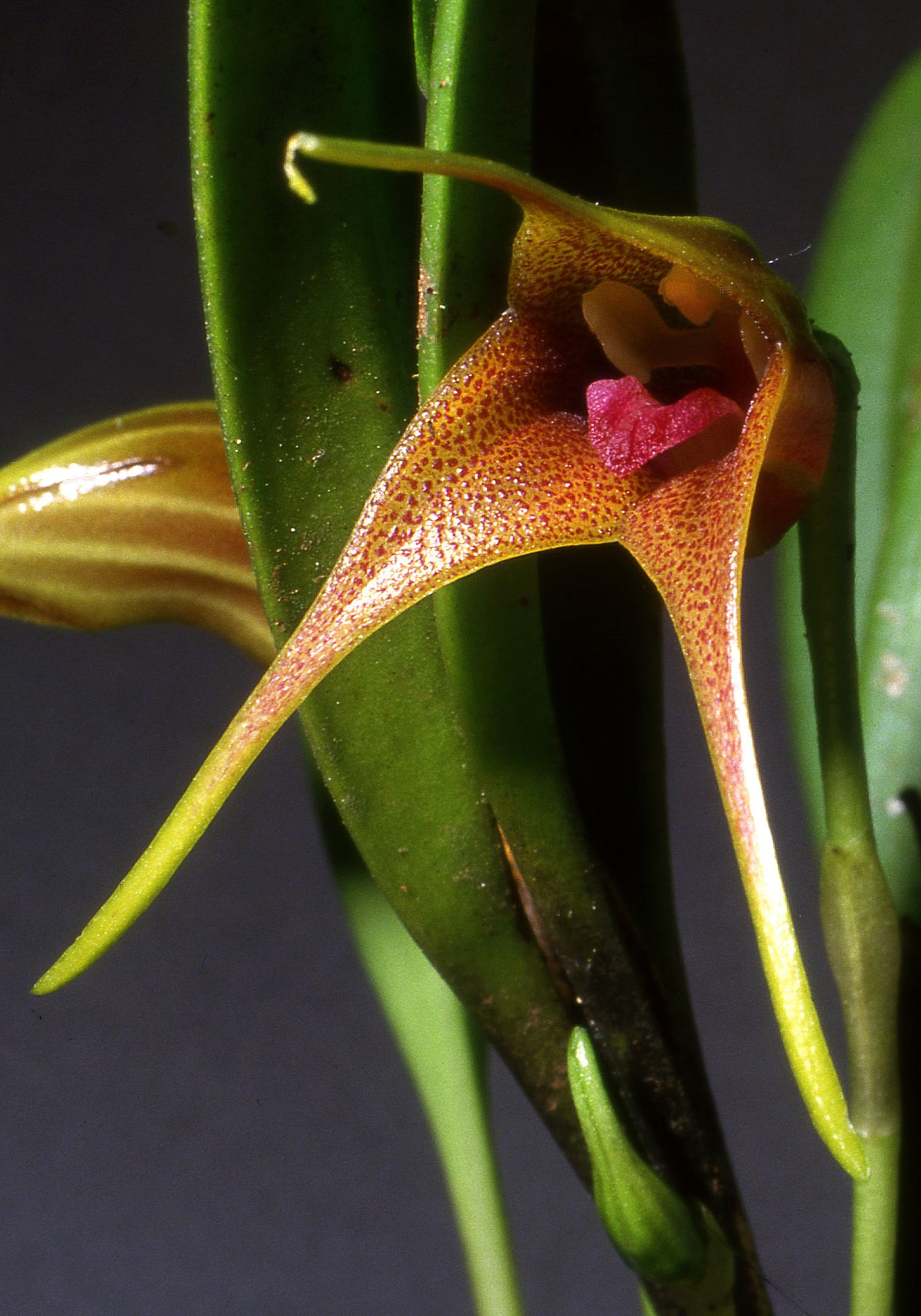
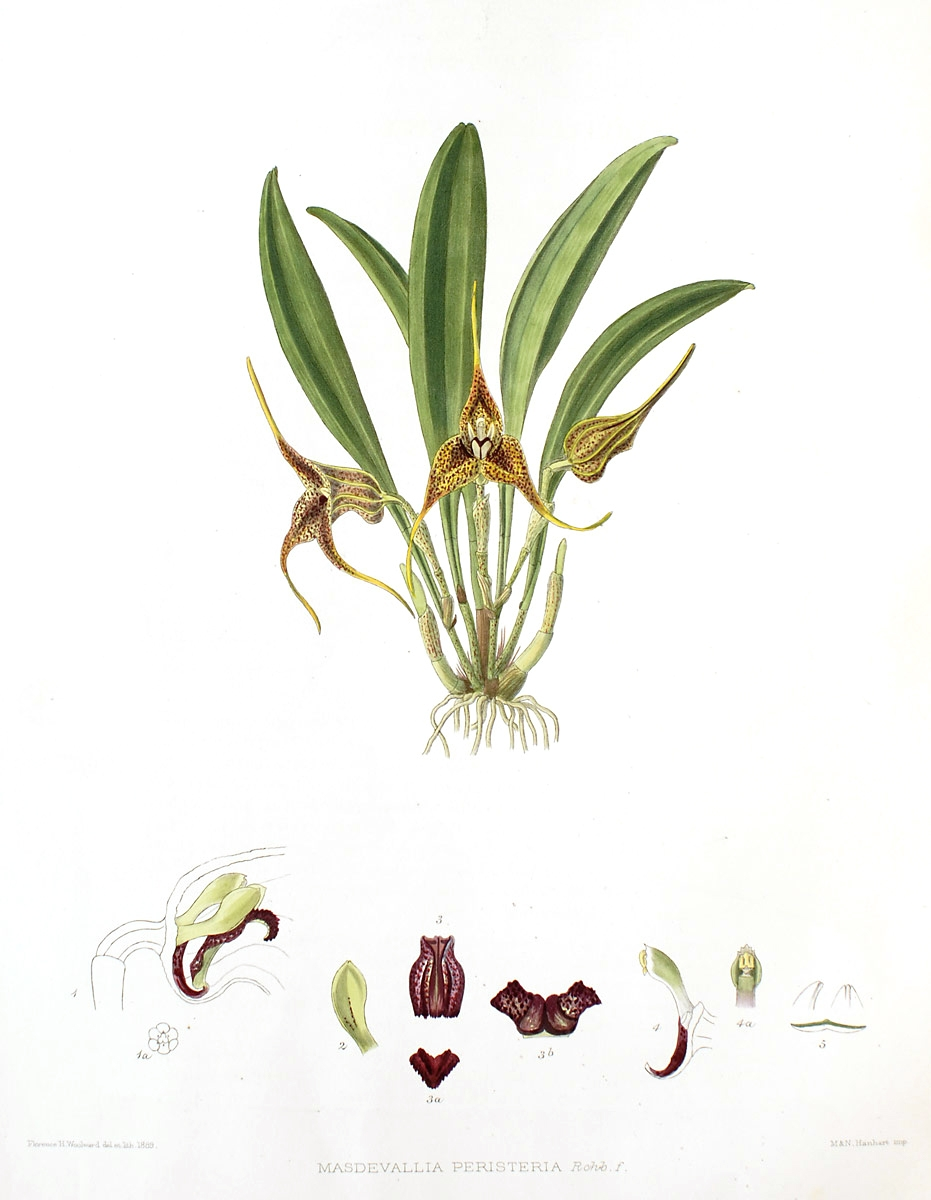